# Anaesthetis confossicollis
Anaesthetis confossicollis là một loài bọ cánh cứng trong họ Cerambycidae.